# Chapelle Saint-Tudy du château de Pont-l'Abbé (détruite)
La chapelle du château de Pont-L'Abbé, aujourd'hui détruite, était située à Pont-l'Abbé, dans le département du Finistère, en Bretagne.
Cette chapelle castrale, mal connue et pauvrement mentionnée dans la littérature, tire l'un de ses principaux intérêts de ses liens avec le style dit de l'école de Pont-Croix.

## Fondation et contexte
La chapelle du château de Pont-l'Abbé fut fondée par Hervé III, baron du Pont, et cette fondation sera officialisée par son fils Hervé IV, comme l'atteste un document ancien daté du 3 septembre 1372 et conservé aux Archives départementales du Finistère (15H5) :
"[Nous, Hervé IV,] eussions fait édifier une chapelle dedans nostre chastel de Pont-l'Abbé en ladite diocèse de Cornouaille en l'honneur de Dieu, de la benoite Vierge Marie et de tous les Saincts et Sainctes du Paradis, et par spécial de Monseigneur saint Thudy".
Ducrest (1893) précise aussi qu'Hervé du Pont fonda à la même époque, en citant, "l'aumônerie" dite de Saint-Jean, qui fut établie "avec hospital sur voûtes et piliers au-dessus de la mer". Le Moigne (2001) donne 1351 comme date de la fondation de cet hôpital.
Le Moigne (2001) indique 1340 comme date de fondation effective de la chapelle par Hervé III. Couffon (1988) indique que la Chapelle Saint-Tudy, chapelle du château, aurait été fondée la veille des saints Pierre & Paul en 1350. Hélas, les documents sur lesquels s'appuient ces dates ne sont pas mentionnés. Une chose est certaine, la chapellenie, et donc la chapelle en tant que bâtiment, existait en 1350 puisqu'Hervé III a fait une donation à celle-ci à cette date (attestée par un document des Archives départementales).
Rappelons qu'Hervé IV fonda également Notre-Dame des Carmes, en 1383. Si la date de fondation est proche de 1372, ces trois édifices (chapelle Saint-Tudy, chapelle Saint-Jean, église Notre-Dame des Carmes) seraient sinon grossièrement contemporains du moins édifiés dans un intervalle assez resserré.
Le choix de placer cette chapelle sous le vocable de saint-Tudy s'explique par le fait que, jusqu'à la Révolution française, Pont-l'Abbé n'a jamais constituée une paroisse, le château des seigneurs du Pont étant situé sur la paroisse de Loctudy, consacré à saint-Tudy.

## Autres indices et mentions anciennes
Ducrest (1893) a publié une reconstitution du château de Pont-L'abbé sur lequel on peut voir la chapelle castrale. Si l'allure de la chapelle elle-même est une "vision d'artiste", le plan global du château et l'emplacement de sa chapelle n'en est pas une mais une reconstitution à partir des traces urbaines restantes (qui étaient plus évidentes à l'époque qu'elles ne le sont maintenant) et, citons, "d'après d'anciens documents et un ancien plan fort grossier" (sans plus de précision mais il s'agit probablement de l'ancien plan des Archives départementales, cf.).
- Plan cavalier du château de Pont-l'Abbé en 1400
Par E. Ducrest de Villeneuve dans Paysages et Monuments de Bretagne 1893.
1 : Chapelle Saint-Jean.
2 : Chapelle Saint-Tudy (Chapelle du château).
3 : Corps de logis.
- Plan ancien de Pont-l'Abbé à la fin du XVIIe siècle
(Archives départementales du Finistère - 1J685)
On remarque que la chapelle du château est encore représentée en place à cette époque, ainsi que la chapelle Saint-Jean près du quai.

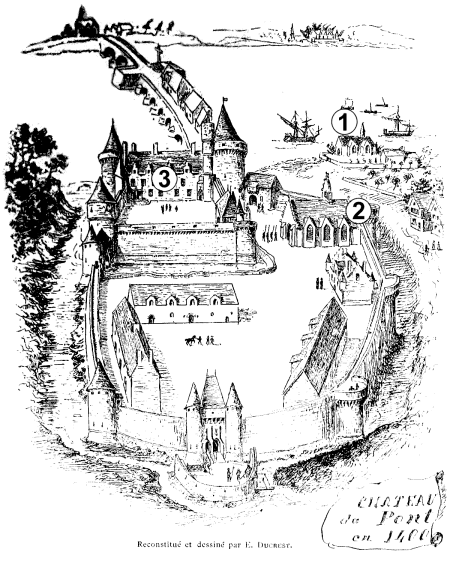
Plan cavalier du château de Pont-l'Abbé en 1400 Par E. Ducrest de Villeneuve dans Paysages et Monuments de Bretagne 1893. 1 : Chapelle Saint-Jean. 2 : Chapelle Saint-Tudy (Chapelle du château). 3 : Corps de logis.
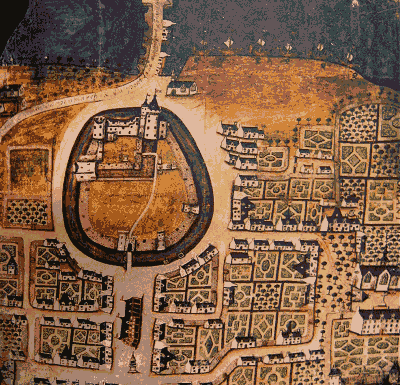
Plan ancien de Pont-l'Abbé à la fin du XVIIe siècle (Archives départementales du Finistère - 1J685) On remarque que la chapelle du château est encore représentée en place à cette époque, ainsi que la chapelle Saint-Jean près du quai.

Ritalongi (1893), commentant la reconstitution graphique du château de Pont-l'Abbé par Ducrest de Villeneuve, écrit :
"On peut voir dans la cour d'une maison de la rue du Château, que j'ai longtemps habitée, deux piliers qu'on dit être ceux de la porte d'entrée de la Chapelle de St-Tudy. L'emplacement de la chapelle est profané par une écurie. Cette église était en ruine en 1597."
Abgrall (1917) dans un article à propos d'une visite de Pont-L'abbé écrit ceci :
"[au sortir du château] Passons maintenant sur le quai, prenons à droite la rue Louis-Pasteur, et entrons dans la cour de l'Hôtel des Voyageurs. Au fond nous trouvons, formant les montants d'une cloison latérale d'une écurie, une série de trois piles en pierres composées de faisceaux de colonnettes, reposant sur des bases moulurées et feuillagées et mesurant, somme fûts, 2 mètres 20 de hauteur. Ce sont les colonnes de l'ancienne chapelle du château, de la chapelle de Monsieur Saint Tudy, fondée par Hervé III du Pont en 1373. Ont-elles été rapportées en cet endroit, ou plutôt ne sont-elles pas à leur place primitive ? C'est ce qui paraît le plus probable, vu leur espacement à peu près régulier : 3 m 60 et 3 m 80 d'axe en axe, ce qui nous fixerait sur l'emplacement exact de cet édifice, qui correspond en effet avec le tracé de l'ancien plan cavalier donné par M. du Crest de Villeneuve, dans "Paysages et Monuments de Bretagne" de Robuchon."
Cet auteur ne mentionne pas explicitement le terme d'École de Pont-Croix (c'est habituel chez cet ancien auteur, il reconnaît l'unité de ce groupe d'édifices mais n'utilise jamais ce terme pour le désigner) ni ne se réfère à aucun autre édifice stylistiquement proche, ce qui ne permet pas de trancher avec certitude sur le style de l'édifice. Sa description est néanmoins tout à fait compatible avec ce style.
À noter que la rue du Château mentionnée par Ritalongi et la rue Louis-Pasteur (qui n'existait évidemment pas encore sous ce nom à l'époque de Ritalongi) mentionnée par Abgrall sont proches parallèles, la cour intérieure peut donc être considérée depuis une façade ou depuis l'autre, il s'agit bien de la même cour, d'ailleurs la mention de l'écurie le confirme. Ce qui est curieux c'est que Ritalongi signale deux piliers et Abgrall trois...
Pérennes (1928) mentionne brièvement les "restes de la chapelle de Saint-Jean du château de Pont-l'Abbé" comme se rattachant à l'Ecole de Pont-Croix (qu'il dénomme "École du Cap Sizun et du Cap Caval") mais sans aucune description de l'édifice.
Ces mentions sont apparemment les seules qui évoquent cet édifice détruit et oublié en le rattachant possiblement à l'École de Pont-Croix. Ce rattachement peut donc être mis en doute et ces documents doivent être confrontés avec les données de terrain.
À noter que le vieux château des barons du Pont, mutilé, est aujourd'hui l'hôtel de ville de Pont-l'Abbé.

## Les vestiges

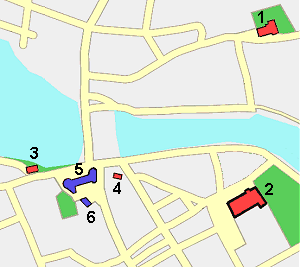
Pont-l'Abbé
1 : Église de Lambour
2 : Notre-Dame des Carmes
3 : Chapelle de la Madeleine (détruite)
4 : Chapelle du château (détruite)
5 : le château
6 : Office de Tourisme

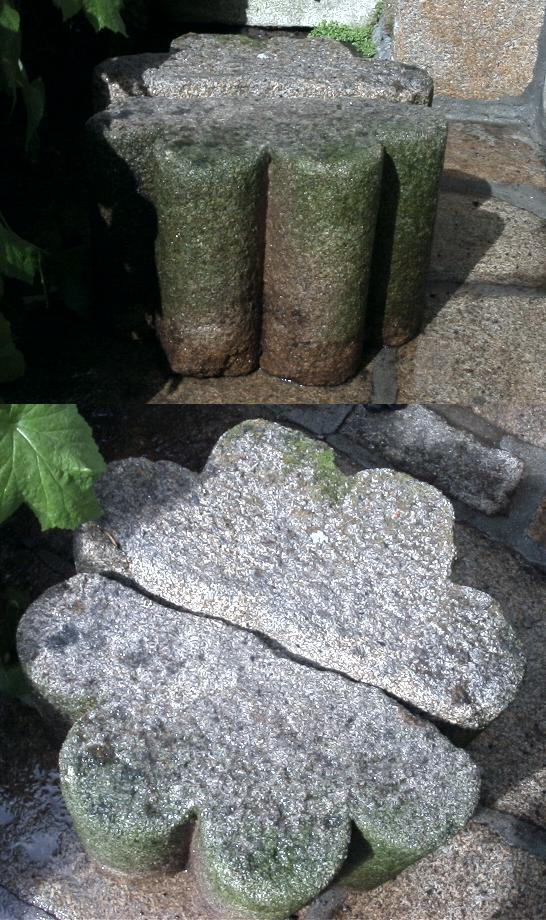
Les restes d'un pilier
En rapprochant ces deux demi-tambours, on peut reconstituer la section des anciens piliers, constituée de huit colonnettes (les feuilles à gauche, anémone du Japon, donnent l'échelle).

Il n'y a plus aucune trace sur place des piliers à colonnettes décrits par Abgrall. Neuf demi-tambours ont toutefois été sauvegardés. Ils sont tous identiques. Ils appartenaient à un « pilier de faible section, polylobé, à huit colonnettes disposées en rosace ». Un profil de pilier que l'on retrouve à l'identique dans de nombreux édifices de l'Ecole de Pont-Croix.